# Regionalwahl im Aostatal 1963
Die Regionalwahl im Aostatal 1963 fand am 27. Oktober statt.

## Wahlergebnis
| Listen            | Listen                                  | Stimmen | %    | Mandate |
| ----------------- | --------------------------------------- | ------- | ---- | ------- |
|                   | Democrazia Cristiana                    | 23.695  | 37,4 | 13      |
|                   | Partito Comunista Italiano              | 15.374  | 24,3 | 9       |
|                   | Union Valdôtaine                        | 12.930  | 20,4 | 7       |
|                   | Partito Socialista Italiano             | 3.170   | 5,0  | 2       |
|                   | Partito Liberale Italiano               | 3.136   | 5,0  | 2       |
|                   | Raggruppamento Indipendente Valdostano  | 2.077   | 3,3  | 1       |
|                   | Partito Socialista Democratico Italiano | 1.628   | 2,6  | 1       |
|                   | Movimento Sociale Italiano              | 682     | 1,1  | −       |
|                   | Union Démocratique Valdôtaine           | 634     | 1,0  | −       |
| Gesamt            | Gesamt                                  | 63.326  | 100  | 35      |
|                   |                                         |         |      |         |
| Ungültige Stimmen | Ungültige Stimmen                       | 2.017   | 3,1  |         |
| Wähler            | Wähler                                  | 65.343  | 91,4 |         |
| Wahlberechtigte   | Wahlberechtigte                         | 71.465  |      |         |